# Arthaz-Pont-Notre-Dame
Arthaz-Pont-Notre-Dame és un municipi francès situat al departament de l'Alta Savoia i a la regió d'Alvèrnia-Roine-Alps. L'any 2007 tenia 1.257 habitants.

## Demografia

### Població
El 2007 la població de fet d'Arthaz-Pont-Notre-Dame era de 1.257 persones. Hi havia 482 famílies de les quals 107 eren unipersonals (49 homes vivint sols i 58 dones vivint soles), 177 parelles sense fills, 173 parelles amb fills i 25 famílies monoparentals amb fills.
La població ha evolucionat segons el següent gràfic:
Habitants censats

### Habitatges
El 2007 hi havia 549 habitatges, 492 eren l'habitatge principal de la família, 30 eren segones residències i 26 estaven desocupats. 463 eren cases i 77 eren apartaments. Dels 492 habitatges principals, 375 estaven ocupats pels seus propietaris, 89 estaven llogats i ocupats pels llogaters i 29 estaven cedits a títol gratuït; 10 tenien una cambra, 14 en tenien dues, 62 en tenien tres, 136 en tenien quatre i 270 en tenien cinc o més. 464 habitatges disposaven pel capbaix d'una plaça de pàrquing. A 163 habitatges hi havia un automòbil i a 305 n'hi havia dos o més.

### Piràmide de població
La piràmide de població per edats i sexe el 2009 era:
| Homes | Edats   | Dones |
| ----- | ------- | ----- |
| 0     | 95 o +  | 0     |
| 0     | 90 a 94 | 8     |
| 8     | 85 a 89 | 16    |
| 4     | 80 a 84 | 0     |
| 20    | 75 a 79 | 20    |
| 20    | 70 a 74 | 24    |
| 24    | 65 a 69 | 24    |
| 24    | 60 a 64 | 32    |
| 16    | 55 a 59 | 28    |
| 88    | 50 a 54 | 44    |
| 56    | 45 a 49 | 48    |
| 52    | 40 a 44 | 56    |
| 32    | 35 a 39 | 44    |
| 28    | 30 a 34 | 44    |
| 24    | 25 a 29 | 12    |
| 48    | 20 a 24 | 24    |
| 40    | 15 a 19 | 36    |
| 64    | 10 a 14 | 28    |
| 24    | 5 a 9   | 52    |
| 12    | 0 a 4   | 20    |

## Economia
El 2007 la població en edat de treballar era de 856 persones, 621 eren actives i 235 eren inactives. De les 621 persones actives 583 estaven ocupades (327 homes i 256 dones) i 38 estaven aturades (15 homes i 23 dones). De les 235 persones inactives 67 estaven jubilades, 84 estaven estudiant i 84 estaven classificades com a «altres inactius».

### Ingressos
El 2009 a Arthaz-Pont-Notre-Dame hi havia 488 unitats fiscals que integraven 1.234 persones, la mediana anual d'ingressos fiscals per persona era de 24.173 €.

### Activitats econòmiques
Dels 38 establiments que hi havia el 2007, 2 eren d'empreses extractives, 1 d'una empresa alimentària, 1 d'una empresa de fabricació de material elèctric, 9 d'empreses de construcció, 10 d'empreses de comerç i reparació d'automòbils, 4 d'empreses de transport, 1 d'una empresa d'hostatgeria i restauració, 2 d'empreses immobiliàries, 4 d'empreses de serveis, 1 d'una entitat de l'administració pública i 3 d'empreses classificades com a «altres activitats de serveis».
Dels 10 establiments de servei als particulars que hi havia el 2009, 1 era una funerària, 1 taller de reparació d'automòbils i de material agrícola, 1 paleta, 2 guixaires pintors, 1 lampisteria, 2 electricistes, 1 perruqueria i 1 restaurant.
Dels 2 establiments comercials que hi havia el 2009, 1 era una botiga de menys de 120 m² i 1 una joieria.
L'any 2000 a Arthaz-Pont-Notre-Dame hi havia 18 explotacions agrícoles que ocupaven un total de 66 hectàrees.

## Equipaments sanitaris i escolars
El 2009 hi havia una escola elemental.

## Poblacions més properes
El següent diagrama mostra les poblacions més properes.